# Eodorcadion tuvense
Eodorcadion tuvense är en skalbaggsart som beskrevs av Nikolaj Nikolajevitj Plavilsjtjikov 1958.
Eodorcadion tuvense ingår i släktet Eodorcadion och familjen långhorningar. Inga underarter finns listade i Catalogue of Life.